# Stretto di Davidson
Lo stretto di Davidson (Davidson Inlet) si trova nell'Arcipelago di Alessandro Arcipelago Alexander) nell'Alaska sud-orientale (Stati Uniti d'America).

## Etimologia
Lo stretto venne nominato nel 1879 da W. H. Dall, dipendente della United States National Geodetic Survey, in onore di George Davidson (1825 - 1911), professore di geografia all'università della California dal 1898 al 1911.

## Geografia
A nord lo stretto è delimitato dall'isola di Kosciusko (Kosciusko Island) e da alcune isole ad ovest della grande isola Principe di Galles (Prince of Wales Island); a sud dallo stretto di Sea Otter (Sea Otter Sound) e dalla baia di Iphigenia (Iphigenia Bay).

### Isole dello sretto
Nello stretto sono presenti le seguenti principali isole (a parte le principali).
- Isola di Marble (Marble Island)[4] 55°58′07″N 133°27′21″W - L'isola, con una elevazione di 274 metri e una lunghezza massima di circa 3 chilometri, si trova a nord-est dello stretto.
- Isola di Orr (Orr Island)[5] 55°57′15″N 133°23′15″W - L'isola, con una elevazione di 64 metri e una lunghezza massima di circa 5,5 chilometri, si trova a nord-est dello stretto.
- Isola di Dove (Dove Island)[6] 55°54′50″N 133°28′01″W - L'isola, lunga meno di 200 metri, si trova tra l'isola di Orr (Orr Island) e l'isola di White Cliff (White Cliff Island) .
- Isola di White Cliff (White Cliff Island)[7] 55°54′39″N 133°29′13″W - L'isola, con una elevazione di 80 metri e lunga circa 6,5 chilometri, si trova al centro del lato orientale dello stretto e separa Davidson dallo stretto di Sea Otter (Sea Otter Sound).
- Isola di Eagle Island (Eagle Island )[8] 55°52′59″N 133°30′00″W - L'isola, con una elevazione di 82 metri e lunga circa 2 chilometri, si trova all'entrata dello stretto di Sea Otter (Sea Otter Sound).
- Isola di Heceta Island (Heceta Island)[9] 55°45′52″N 133°31′55″W - L'isola, con una elevazione di 103 metri e una lunghezza massima di circa 13 chilometri, si trova all'estremo meridionale dello stretto e lo divide dalla  baia di Iphigenia (Iphigenia Bay)
- Isola di Whale Head (Whale Head Island)[10] 55°51′46″N 133°40′49″W - L'isola, con una elevazione di 53 metri e una lunghezza massima di circa 2 chilometri, si trova all'estremo meridionale dello stretto e lo divide dalla  baia di Iphigenia (Iphigenia Bay).
- Isola di Round (Round Island)[11] 55°53′30″N 133°39′35″W - L'isola, con una lunghezza massima di circa 350 metri, si trova sul lato occidentale dello stretto.
- Isola di Green (Green Island)[12] 55°54′58″N 133°37′20″W - L'isola, con una elevazione di 17 metri e una lunghezza di circa 800 metri, si trova più o meno nel centro dello stretto.
- Isola di Entrance  (Entrance Island)[13] 55°55′56″N 133°37′16″W - L'isola, con una lunghezza di circa 300 metri, si trova all'entrata della baia di Edna (Edna Bay).

### Insenature e altre masse d'acqua
Nello stretto sono presenti le seguenti principali insenature.
Sull'isola di Kosciusko (Kosciusko Island):
- baia di Tokeen (Tokeen Bay) 56°00′20″N 133°24′48″W - La baia separa l'isola di Kosciusko dall'isola di Marble (Marbe Island);
- baia di Holbrook (Holbrook Arm) 56°01′29″N 133°28′58″W - Questo braccio di mare, posizionato all'estremo nord dell'insenatura di Davidson, s'inoltra nella terraferma per oltre 4,5 chilometri;
- baia di Van Sant (Van Sant Cove) 55°59′10″N 133°32′11″W;
- baia di Edna (Edna Bay) 55°56′48″N 133°38′01″W - La baia è ampia 3,2 chilometri.

Sull'isola di Marble (Marble Island):
- insenatura di Tokeen (Tokeen Cove) 55°59′38″N 133°28′25″W - L'insenatura si trova nella parte settentrionale dell'isola, in parte si affaccia sullo stretto di Davidson e in parte sulla baia di Tokeen (Tokeen Bay).

- Canale di Marble (Marble Passage)[18] 55°57′28″N 133°25′37″W - Il canale, lungo circa 8 chilometri, separa l'isola di Marble (Marble Island) dall'isola di Orr (Orr Island).
- Canale di White Cliff (White Cliff Passage)[19] 55°54′45″N 133°28′23″W - Il breve canale separa l'isola di White Cliff (White Cliff Island) dall'isola di Orr (Orr Island).

Sull'isola di Heceta (Heceta Island):
- insenatura di Alice (Port Alice) 55°49′06″N 133°36′16″W - La baia, lunga 4,1 chilometri, si trova nella parte settentrionale dell'isola.

I seguenti passaggi marini si trovano tra le isole a sud dell'isola di Kosciusko (Kosciusko Island) e tutte collegano lo stretto con il canale di Warren (Warren Channel):
- stretto di Straw (Straw Pass) 55°53′38″N 133°42′40″W;
- stretto di Cosmos (Cosmos Pass) 55°53′36″N 133°42′17″W;
- stretto di Fake (Fake Pass) 55°52′40″N 133°41′17″W.

### Promontori dello stretto
Nello stretto sono presenti i seguenti promontori.
Sull'isola di Kosciusko (Kosciusko Island):
- promontorio di Holbrook (Holbrook Point) 56°00′18″N 133°28′30″W - Si trova all'entrata del braccio di mare di Holbrook (Holbrook Arm);
- promontorio di Limestone (Limestone Point) 55°56′26″N 133°36′53″W - Si trova all'entrata della baia di Edna (Edna Bay) ed ha una elevazione di 24 metri.
- promontorio di Whale (Whale Head) 55°51′15″N 133°40′59″W - Il promontorio, con una elevazione di 102 metri, si trova all'estremo sud dell'isola di Whale Head (Whale Head Island).

Sull'isola di Heceta (Heceta Island):
- promontorio di Surf (Surf Point) 55°49′49″N 133°37′45″W - L'elevazione del promontorio, che si trova all'entrata della baia di Alice (Port Alice), è di 28 metri.